# Igor Bišćan
Igor Biscan, né le 4 mai 1978 à Zagreb en Croatie, est un ancien footballeur international croate reconverti comme entraîneur.

## Carrière
Biscan représente la Croatie dans plusieurs compétitions internationales, faisant ses débuts peu avant l'Euro 2000 contre la Macédoine à Skopje le 13 juin 1999.
Après avoir remporté deux championnats avec le Dinamo, Biscan est repéré par les plus grands clubs étrangers. Contacté par la Juventus, le FC Barcelone, l'Ajax et l'AC Milan, il choisit finalement de répondre favorablement aux sollicitations de Liverpool, le 8 décembre 2000, pour un somme de 8 millions d'euros
Bien que formé au poste de milieu défensif, Gérard Houllier estime rapidement qu'il serait plus utile en défense. Biscan devient alors un titulaire indiscutable de la défense de Liverpool (défenseur central ou latéral droit) avec laquelle il remporte la ligue des champions en 2005.
Moins indispensable pour Benitez qu'il ne l'était pour Houiller, son contrat n'est pas renouvelé, ce qui l'oblige à quitter son club pour le Panathinaïkos. En Grèce, Biscan est incapable de répondre aux attentes, ses performances déclinent, et il ne participe qu'à 36 matchs en deux ans, ne remportant aucun titre au passage.
Après six mois d'inactivité, il est contacté par le directeur du Dinamo Zagreb : Zdravko Mamic. Il devient capitaine du club après le départ de Luka Modrić à Tottenham et remporte deux fois de suite le championnat croate. Depuis son retour dans son club de formation, Igor Biscan est un joueur adulé par les supporters du Dinamo.

## Palmarès
- Champion de Croatie en 1999, 2000, 2008, 2009, 2010, 2011 et 2012 avec le Dinamo Zagreb
- Vainqueur de la Coupe de Croatie en 2008 et 2009 avec le Dinamo Zagreb
- Vainqueur de la Supercoupe de Croatie en 2010 avec le Dinamo Zagreb
- Vainqueur de la Ligue des champions de l'UEFA en 2005 avec le Liverpool FC
- Vainqueur de la League Cup en 2001 et 2003 avec le Liverpool FC
- Vainqueur de la Supercoupe de l'UEFA en 2001 avec le Liverpool FC
- Vainqueur du Community Shield en 2001 avec le Liverpool FC